# Mustela lutreolina
La donnola indonesiana (Mustela lutreolina Robinson e Thomas, 1917) è un carnivoro della famiglia dei Mustelidi.

## Descrizione
Presenta la struttura fisica tipica di tutte le donnole, con corpo allungato e zampe brevi. Ha una lunghezza testa-corpo di 30–32 cm, una coda di 14–17 cm e un peso compreso tra i 295 e i 340 g. Nell'aspetto somiglia molto alla donnola siberiana, sua stretta parente, ma ha il manto dai colori più scuri, generalmente bruno-rossastri.

## Distribuzione e habitat
La donnola indonesiana è stata rinvenuta solamente a Giava e nella parte meridionale di Sumatra. Abita in regioni montuose, ad altitudini comprese tra i 1.000 e i 2.200 m. Conosciamo ben poco delle sue abitudini, ma si ritiene che coincidano in gran parte con quelle della donnola siberiana. Come questa, è probabile che sia una creatura solitaria e notturna che si nutre principalmente di piccoli mammiferi e di altre sostanze di origine animale.

## Conservazione
Dalla sua scoperta, la specie è stata avvistata solamente circa venti volte, sempre in regioni parzialmente influenzate dalle attività di sviluppo umano e dal disboscamento, tanto che fino a poco tempo fa la IUCN la classificava tra le specie in pericolo (Endangered). Tuttavia, ulteriori ricerche hanno dimostrato che la scarsità degli avvistamenti non è indicativa della rarità di una specie. I Mustelidi sono animali molto elusivi, e anche specie ben più conosciute vengono immortalate solo di rado dalle fototrappole. Inoltre, la donnola indonesiana vive in foreste montane che non vengono sfruttate dall'uomo, a causa della loro inaccessibilità. Per questi motivi, a partire dal 2015 la specie è stata riclassificata tra le specie a rischio minimo (Least Concern).